# Saison 2018-2019 de l’Étoile noire de Strasbourg
Saison précédente Saison suivante
La saison 2018-2019 de l’Étoile noire de Strasbourg est la 13e du club dans l'élite du hockey français.
A l'issue de la saison précédente, l'Étoile noire a terminé à la douzième et dernière place et a donc été reléguée sportivement en Division 1. Cependant, en raison de la liquidation judiciaire du Gamyo Épinal,, la FFHG a proposé la place laissée vacante à l'équipe de Strasbourg, qui l'a acceptée.
Comme la saison précédente, l'équipe est rapidement en difficulté puisque dès la 6e journée, elle se retrouve au-delà de la 8e place qualificative pour les séries éliminatoires. Elle termine la saison régulière avec 32 points, à la dernière place.
En poule de maintien, il faut un miracle pour que l’Étoile noire se maintienne, en raison du déficit de points et d'un nouveau mode de calcul par rapport à l'année précédente : Strasbourg a 14 points de retard à l'entame de la poule de maintien où il y a au maximum 18 points à prendre.
Le miracle n'a pas lieu puisque l’Étoile noire aligne 6 défaites en autant de matches disputés lors de cette poule de maintien (un seul point, 17 buts marqués et 38 encaissés).
Après avoir échappé à la relégation sur tapis vert la saison précédente, Strasbourg est à nouveau relégué en Division 1.

## Transferts
| Nom                 | Nationalité | Poste     | Provenance                       | Provenance |
| ------------------- | ----------- | --------- | -------------------------------- | ---------- |
| Hugo Sarlin         | France      | Attaquant | Ducs d'Angers                    |            |
| Scott Prier         | Canada      | Défenseur | Diables rouges de Briançon       |            |
| Mitch Zion          | Canada      | Attaquant | Diables rouges de Briançon       |            |
| Dylan Denomme       | Canada      | Attaquant | Mayhem de Macon                  |            |
| Tomáš Hiadlovský    | Tchéquie    | Gardien   | Dukla Trenčín                    |            |
| Miha Logar          | Slovénie    | Défenseur | HDD Jesenice                     |            |
| Loïc Chabert        | France      | Attaquant | Bisons de Neuilly-sur-Marne      |            |
| Dominik Fujerik     | Slovénie    | Attaquant | Pionniers de Chamonix Mont-Blanc |            |
| David Fritz-Dreyssé | France      | Attaquant | Dragons de Rouen                 |            |
| Radek Deyl          | Slovaquie   | Défenseur | HC Gherdeina                     |            |
| Ondřej Havlíček     | Tchéquie    | Attaquant | HC Litvínov                      |            |
| Dany Potvin         | Canada      | Attaquant | Éperviers de Sorel               |            |
| Vojtěch Zadražil    | Tchéquie    | Défenseur | Aigles de Nice                   |            |

| Nom                 | Nationalité | Poste     | Destination                      | Destination |
| ------------------- | ----------- | --------- | -------------------------------- | ----------- |
| Jan Chábera         | Tchéquie    | Gardien   | inconnu                          |             |
| Maximilien Lambolez | France      | Attaquant | Scorpions de Mulhouse            |             |
| Valérian Matthieu   | France      | Attaquant | Scorpions de Mulhouse            |             |
| Roope Nikkilä       | Finlande    | Attaquant | Scorpions de Mulhouse            |             |
| Sébastien Trudeau   | Canada      | Attaquant | Scorpions de Mulhouse            |             |
| Matthew Brenton     | Canada      | Attaquant | Corsaires de Nantes              |             |
| Paul Schmitt        | France      | Attaquant | Rapaces de Gap                   |             |
| Loup Benoit         | France      | Attaquant | Drakkars de Caen                 |             |
| Maxence Leroux      | France      | Attaquant | Pionniers de Chamonix Mont-Blanc |             |
| Markus Korkiakoski  | Finlande    | Attaquant | HC Litoměřice                    |             |
| Loïc Chapelier      | France      | Défenseur | Diables rouges de Briançon       |             |
| Sergejs Pečura      | Lettonie    | Attaquant | HK Prizma Riga                   |             |
| Edmunds Augstkalns  | Lettonie    | Défenseur | HK MOGO                          |             |

## Effectif
| No    | Nom                        | Nat. | Position  | Arrivée                                 |
| ----- | -------------------------- | ---- | --------- | --------------------------------------- |
| +053, | Tomáš Hiadlovský           |      | Gardien   | 2018 - Dukla Trenčín                    |
| +001, | Adrien Vazzaz              |      | Gardien   | 2017 - Ducs de Dijon                    |
| +082, | Colin Morillon             |      | Défenseur | Formé au club                           |
| +085, | Maxime Deplanque           |      | Défenseur | Formé au club                           |
| +052, | Aurélien Chausserie-Laprée |      | Défenseur | Formé au club                           |
| +089, | Radek Deyl – A             |      | Défenseur | 2018 - HC Gherdeina                     |
| +017, | Miha Logar                 |      | Défenseur | 2018 - HDD Jesenice                     |
| +042, | Scott Prier                |      | Défenseur | 2018 - Diables rouges de Briançon       |
| +096, | Michal Důras – C           |      | Attaquant | 2017 - HC Dukla Jihlava                 |
| +045, | Julien Burgert – A         |      | Attaquant | Formé au club                           |
| +027, | Romain Chapuis             |      | Attaquant | 2017 - Gamyo Épinal                     |
| +020, | Samuel Rousseau            |      | Attaquant | Formé au club                           |
| +014, | LoÏc Chabert               |      | Attaquant | 2018 - Bisons de Neuilly-sur-Marne      |
| +018, | Dylan Denomme              |      | Attaquant | 2018 - Mayhem de Macon                  |
| +009, | David Fritz-Dreyssé        |      | Attaquant | 2018 - Dragons de Rouen                 |
| +066, | Dominik Fujerik            |      | Attaquant | 2018 - Pionniers de Chamonix Mont-Blanc |
| +013, | Anthony Goncalves          |      | Attaquant | 2018 - Pionniers de Chamonix Mont-Blanc |
| +021, | Ondřej Havlíček            |      | Attaquant | 2018 - HC Litvínov                      |
| +007, | Dany Potvin                |      | Attaquant | 2018 - Éperviers de Sorel               |
| +012, | Hugo Sarlin                |      | Attaquant | 2018 - Ducs d'Angers                    |
| +092, | Mitch Zion                 |      | Attaquant | 2018 - Diables rouges de Briançon       |
| +034, | Vojtěch Zadražil           |      | Défenseur | 2018 - Aigles de Nice                   |

## Pré-saison
Légende :   victoire -  victoire en prolongation -  défaite -  défaite en prolongation
| Date        |          | Domicile   | Score | Extérieur  | Pr./TF | Affluence | Bilan | Commentaire |
| ----------- | -------- | ---------- | ----- | ---------- | ------ | --------- | ----- | ----------- |
| 23 août     | victoire | Mulhouse   | 4-7   | Strasbourg | -      | 682       | 1 / 0 | Prépa 01    |
| 28 août     | défaite  | Strasbourg | 2-3   | Mulhouse   | -      | 900       | 1 / 1 | [ 31 ]      |
| 2 septembre | défaite  | Heilbronn  | 5-2   | Strasbourg | -      |           | 1 / 2 | [ 32 ]      |
| 9 septembre | défaite  | Amiens     | 5-1   | Strasbourg | -      | 1 000     | 1 / 3 | Prépa 04    |

## Ligue Magnus

### Saison régulière

#### Résultats
Légende :   victoire -  victoire en prolongation -  défaite -  défaite en prolongation
| Journée | Date         |                          | Domicile   | Score | Extérieur  | Pr. / TF | Affluence | Feuille de match | Points cumulés | V / MJ  | Classt |
| ------- | ------------ | ------------------------ | ---------- | ----- | ---------- | -------- | --------- | ---------------- | -------------- | ------- | ------ |
| 1       | 14 septembre | défaite en prolongation  | Strasbourg | 2-3   | Amiens     | Pr.      | 1 032     | J01              | 1              | 0 / 1   | 6e     |
| 2       | 18 septembre | défaite                  | Nice       | 6-1   | Strasbourg | -        | 689       | J02              | 1              | 0 / 2   | 11e    |
| 3       | 21 septembre | victoire                 | Strasbourg | 4-1   | Mulhouse   | -        | 1 231     | J03              | 4              | 1 / 3   | 5e     |
| 4       | 25 septembre | défaite                  | Grenoble   | 7-1   | Strasbourg | -        | 3 100     | J04              | 4              | 1 / 4   | 7e     |
| 5       | 28 septembre | défaite                  | Strasbourg | 1-5   | Bordeaux   | -        | 580       | J05              | 4              | 1 / 5   | 8e     |
| 6       | 2 octobre    | défaite                  | Gap        | 6-4   | Strasbourg | -        | 1 267     | J06              | 4              | 1 / 6   | 11e    |
| 7       | 5 octobre    | défaite                  | Strasbourg | 2-4   | Lyon       | -        | 508       | J07              | 4              | 1 / 7   | 12e    |
| 8       | 9 octobre    | défaite                  | Angers     | 5-2   | Strasbourg | -        | 817       | J08              | 4              | 1 / 8   | 12e    |
| 9       | 12 octobre   | victoire en prolongation | Strasbourg | 3-2   | Anglet     | Pr.      | 384       | J09              | 6              | 2 / 9   | 12e    |
| 10      | 16 octobre   | défaite                  | Chamonix   | 4-0   | Strasbourg | -        | 485       | J10              | 6              | 2 / 10  | 12e    |
| 11      | 19 octobre   | défaite                  | Strasbourg | 2-3   | Rouen      | -        | 344       | J11              | 6              | 2 / 11  | 12e    |
| 12      | 21 octobre   | défaite                  | Strasbourg | 3-5   | Nice       | -        | 293       | J12              | 6              | 2 / 12  | 12e    |
| 13      | 26 octobre   | défaite en prolongation  | Mulhouse   | 5-4   | Strasbourg | Pr.      | 1 079     | J13              | 7              | 2 / 13  | 12e    |
| 17      | 28 octobre   | défaite                  | Lyon       | 3-2   | Strasbourg | -        | 2 127     | J17              | 7              | 2 / 14  | 12e    |
| 14      | 31 octobre   | défaite                  | Strasbourg | 2-4   | Grenoble   | -        | 1 082     | J14              | 7              | 2 / 15  | 12e    |
| 15      | 2 novembre   | victoire                 | Bordeaux   | 0-2   | Strasbourg | -        | 2 798     | J15              | 10             | 3 / 16  | 12e    |
| 16      | 13 novembre  | défaite                  | Strasbourg | 5-6   | Gap        | -        | 593       |                  | 10             | 3 / 17  | 12e    |
| 18      | 23 novembre  | victoire en prolongation | Strasbourg | 4-3   | Angers     | TF       | 657       | J18              | 12             | 4 / 18  | 12e    |
| 19      | 25 novembre  | victoire                 | Anglet     | 1-3   | Strasbourg | -        | 1 010     | J19              | 15             | 5 / 19  | 12e    |
| 20      | 27 novembre  | défaite                  | Strasbourg | 1-4   | Chamonix   | -        | 410       | J20              | 15             | 5 / 20  | 12e    |
| 21      | 30 novembre  | défaite                  | Rouen      | 7-3   | Strasbourg | -        | 2 746     | J21              | 15             | 5 / 21  | 12e    |
| 22      | 1er décembre | défaite                  | Amiens     | 3-0   | Strasbourg | -        | 2 300     | J22              | 15             | 5 / 22  | 12e    |
| 23      | 4 décembre   | victoire                 | Strasbourg | 4-2   | Gap        | -        | 433       | J23              | 18             | 6 / 23  | 12e    |
| 24      | 6 décembre   | défaite en prolongation  | Lyon       | 4-3   | Strasbourg | Pr.      | 1 653     | J24              | 19             | 6 / 24  | 12e    |
| 25      | 21 décembre  | victoire                 | Strasbourg | 5-3   | Bordeaux   | -        | 466       | J25              | 22             | 7 / 25  | 10e    |
| 26      | 26 décembre  | défaite                  | Amiens     | 5-1   | Strasbourg | -        | 2 500     | J26              | 22             | 7 / 26  | 10e    |
| 27      | 28 décembre  | défaite en prolongation  | Strasbourg | 3-4   | Chamonix   | Pr.      | 777       | J27              | 23             | 7 / 27  | 10e    |
| 28      | 30 décembre  | défaite                  | Strasbourg | 2-4   | Anglet     | -        | 1 053     | J28              | 23             | 7 / 28  | 11e    |
| 29      | 2 janvier    | victoire                 | Angers     | 3-6   | Strasbourg | -        | 850       | J29              | 26             | 8 / 29  | 11e    |
| 30      | 4 janvier    | défaite                  | Strasbourg | 2-8   | Rouen      | -        | 1 039     | J30              | 26             | 8 / 30  | 11e    |
| 31      | 6 janvier    | défaite                  | Nice       | 5-1   | Strasbourg | -        | 498       | J31              | 26             | 8 / 31  | 11e    |
| 32      | 8 janvier    | défaite                  | Strasbourg | 0-9   | Grenoble   | -        | 748       | J32              | 26             | 8 / 32  | 11e    |
| 33      | 12 janvier   | victoire en prolongation | Mulhouse   | 2-3   | Strasbourg | Pr.      | 1 026     | J33              | 28             | 9 / 33  | 11e    |
| 34      | 15 janvier   | défaite                  | Strasbourg | 3-7   | Mulhouse   | -        | 917       | J34              | 28             | 9 / 34  | 12e    |
| 35      | 22 janvier   | défaite                  | Grenoble   | 6-2   | Strasbourg | -        | 2 850     | J35              | 28             | 9 / 35  | 12e    |
| 36      | 25 janvier   | défaite                  | Strasbourg | 2-6   | Nice       | -        | 914       | J36              | 28             | 9 / 36  | 12e    |
| 37      | 27 janvier   | défaite                  | Rouen      | 7-3   | Strasbourg | -        | 2 740     | J37              | 28             | 9 / 37  | 12e    |
| 38      | 29 janvier   | défaite                  | Strasbourg | 0-3   | Angers     | -        | 886       | J38              | 28             | 9 / 38  | 12e    |
| 39      | 1er février  | défaite en prolongation  | Anglet     | 5-4   | Strasbourg | Pr.      | 1 113     | J39              | 29             | 9 / 39  | 12e    |
| 40      | 3 février    | défaite                  | Chamonix   | 5-1   | Strasbourg | -        | 820       | J40              | 29             | 9 / 40  | 12e    |
| 41      | 12 février   | défaite                  | Strasbourg | 3-5   | Amiens     | -        | 842       | J41              | 29             | 9 / 41  | 12e    |
| 42      | 22 février   | victoire                 | Bordeaux   | 1-4   | Strasbourg | -        | 2 829     | J42              | 32             | 10 / 42 | 12e    |
| 43      | 24 février   | défaite                  | Strasbourg | 3-4   | Lyon       | -        | 976       | J43              | 32             | 10 / 43 | 12e    |
| 44      | 26 février   | défaite                  | Gap        | 5-2   | Strasbourg | -        | 1 890     | J44              | 32             | 10 / 44 | 12e    |

#### Classement
| Clt   | Équipe     | PJ | V  | VP | D  | DP | BP  | BC  | Diff | Pts  |
| ----- | ---------- | -- | -- | -- | -- | -- | --- | --- | ---- | ---- |
| +001, | Rouen      | 44 | 37 | 4  | 1  | 2  | 195 | 82  | +113 | 121  |
| +002, | Grenoble   | 44 | 32 | 5  | 7  | 0  | 195 | 91  | +103 | 106  |
| +003, | Amiens     | 44 | 21 | 5  | 15 | 3  | 130 | 105 | +25  | 76   |
| +004, | Angers     | 44 | 21 | 4  | 15 | 4  | 141 | 138 | +3   | 75   |
| +005, | Gap        | 44 | 19 | 2  | 19 | 4  | 132 | 134 | -2   | 65   |
| +006, | Bordeaux   | 44 | 19 | 2  | 16 | 7  | 126 | 122 | +4   | 59-9 |
| +007, | Nice       | 44 | 15 | 4  | 24 | 1  | 148 | 150 | -2   | 54   |
| +008, | Chamonix   | 44 | 14 | 2  | 23 | 5  | 135 | 158 | -23  | 51   |
| +009, | Lyon       | 44 | 12 | 6  | 24 | 2  | 112 | 146 | -34  | 50   |
| +010, | Mulhouse   | 44 | 11 | 5  | 23 | 3  | 108 | 165 | -57  | 48   |
| +011, | Anglet     | 44 | 12 | 2  | 24 | 6  | 116 | 165 | -49  | 46   |
| +012, | Strasbourg | 44 | 7  | 3  | 29 | 5  | 108 | 190 | -82  | 32   |

- Vainqueur du trophée Jacques-Lacarrière, qualifié pour les séries
- Qualifié pour les séries
- Dispute la poule de maintien

-3 : Points de pénalité

En italique : qualification acquise en séries
Date de mise à jour : 26 février 2019

#### Statistiques
| Équipe     | MJ | Supériorité numérique | Supériorité numérique | Supériorité numérique | Supériorité numérique | Infériorité numérique | Infériorité numérique | Infériorité numérique | Infériorité numérique |
| Équipe     | MJ | BPSup                 | NS                    | %                     | BCSup                 | BCInf                 | NI                    | %                     | BPInf                 |
| ---------- | -- | --------------------- | --------------------- | --------------------- | --------------------- | --------------------- | --------------------- | --------------------- | --------------------- |
| Amiens     | 44 | 47                    | 212                   | 22,17                 | 4                     | 31                    | 178                   | 82,58                 | 3                     |
| Angers     | 44 | 41                    | 178                   | 23,03                 | 1                     | 39                    | 213                   | 81,69                 | 6                     |
| Anglet     | 44 | 30                    | 173                   | 17,34                 | 4                     | 46                    | 227                   | 79,74                 | 9                     |
| Bordeaux   | 44 | 39                    | 219                   | 17,81                 | 5                     | 36                    | 195                   | 81,54                 | 0                     |
| Chamonix   | 44 | 33                    | 193                   | 17,10                 | 5                     | 37                    | 171                   | 78,36                 | 7                     |
| Gap        | 44 | 34                    | 195                   | 17,44                 | 4                     | 45                    | 194                   | 76,80                 | 3                     |
| Grenoble   | 44 | 55                    | 206                   | 26,70                 | 1                     | 21                    | 203                   | 89,66                 | 5                     |
| Lyon       | 44 | 39                    | 218                   | 17,89                 | 6                     | 50                    | 222                   | 77,48                 | 1                     |
| Mulhouse   | 44 | 30                    | 202                   | 14,85                 | 8                     | 44                    | 195                   | 77,44                 | 3                     |
| Nice       | 44 | 33                    | 187                   | 17,65                 | 2                     | 43                    | 203                   | 78,82                 | 5                     |
| Rouen      | 44 | 48                    | 219                   | 21,92                 | 4                     | 27                    | 202                   | 86,63                 | 5                     |
| Strasbourg | 44 | 44                    | 214                   | 20,56                 | 6                     | 54                    | 213                   | 74,65                 | 3                     |

### Poule de maintien
Les quatre derniers de la saison régulière s'affrontent dans une poule de relégation sous le format d'un mini-championnat en matches aller-retour à l'issue duquel le dernier est relégué en Division 1. Ces quatre équipes conservent l'ensemble de leurs points gagnés au cours de la saison régulière. 

#### Résultats
Légende :   victoire -  victoire en prolongation -  défaite -  défaite en prolongation
| Journée | Date           |                         | Domicile   | Score | Extérieur  | Pr. / TF | Affluence | Feuille de match | Points cumulés | V / MJ | Classement |
| ------- | -------------- | ----------------------- | ---------- | ----- | ---------- | -------- | --------- | ---------------- | -------------- | ------ | ---------- |
| 2       | 8 mars         | défaite                 | Mulhouse   | 8-0   | Strasbourg | -        | 1 294     | PM2              | 0              | 0 / 1  | 12e        |
| 1       | 5 mars 12 mars | défaite                 | Strasbourg | 2-3   | Anglet     | -        | 192       | PM1              | 0              | 0 / 2  | 12e        |
| 3       | 15 mars        | défaite                 | Strasbourg | 4-7   | Lyon       | -        | 532       | PM3              | 0              | 0 / 3  | 12e        |
| 4       | 19 mars        | défaite                 | Anglet     | 6-3   | Strasbourg | -        | 761       | PM4              | 0              | 0 / 4  | 12e        |
| 5       | 22 mars        | défaite en prolongation | Lyon       | 8-7   | Strasbourg | Pr.      | 1 604     | PM5              | 1              | 0 / 5  | 12e        |
| 6       | 29 mars        | défaite                 | Strasbourg | 1-6   | Mulhouse   | -        | 908       | PM6              | 1              | 0 / 6  | 12e        |

#### Classement
| Clt   | Équipe     | PJ | V  | VP | D  | DP | BP  | BC  | Diff | Pts     |
| ----- | ---------- | -- | -- | -- | -- | -- | --- | --- | ---- | ------- |
| +009, | Anglet     | 50 | 16 | 3  | 25 | 6  | 144 | 188 | -44  | 60 (14) |
| +010, | Mulhouse   | 50 | 15 | 5  | 25 | 5  | 137 | 182 | -45  | 60 (12) |
| +011, | Lyon       | 50 | 14 | 7  | 26 | 3  | 145 | 175 | -30  | 59 (9)  |
| +012, | Strasbourg | 50 | 7  | 3  | 34 | 6  | 125 | 228 | -103 | 33 (1)  |

- relégué en Division 1

- Date de mise à jour : 29 mars 2019
- Nota concernant les points : Le nombre de points indiqué correspond au cumul de points entre la saison régulière et la phase de relégation. Le nombre de points acquis en poule de maintien figure entre parenthèses.

## Coupe de France
Légende :   victoire -  victoire en prolongation -  défaite -  défaite en prolongation
| Tour               | Date             |          | Domicile                 | Score | Extérieur  | Pr./TF | Affluence | FM  |
| ------------------ | ---------------- | -------- | ------------------------ | ----- | ---------- | ------ | --------- | --- |
| Seizième de finale | 23 octobre 2018  | victoire | Épinal Hockey Club       | 2-3   | Strasbourg | -      | 2 340     | FM1 |
| Huitième de finale | 20 novembre 2018 | victoire | Jokers de Cergy-Pontoise | 2-3   | Strasbourg | -      | 1 129     | FM2 |
| Quart de finale    | 18 décembre 2018 | victoire | Corsaires de Dunkerque   | 3-5   | Strasbourg | -      | 859       | FM3 |
| Demi-finale        | 16 février 2019  | défaite  | Gothiques d'Amiens       | 4-1   | Strasbourg | -      | 4 875     | FM4 |

## Statistiques

### Statistiques collectives
| Compétition                               | Débute en       | Termine en  | PJ | V  | VP | VF | D  | DP | DF | BP  | BC  | Diff |
| ----------------------------------------- | --------------- | ----------- | -- | -- | -- | -- | -- | -- | -- | --- | --- | ---- |
| Championnat de France (saison régulière)  | -               | -           | 44 | 7  | 2  | 1  | 29 | 5  | 0  | 108 | 190 | -82  |
| Championnat de France (poule de maintien) | -               | -           | 6  | 0  | 0  | 0  | 5  | 1  | 0  | 17  | 38  | -21  |
| Coupe de France                           | 1/16e de finale | Demi-finale | 4  | 3  | 0  | 0  | 1  | 0  | 0  | 12  | 11  | +1   |
| Total                                     | -               | -           | 54 | 10 | 2  | 1  | 35 | 6  | 0  | 137 | 239 | -102 |

### Statistiques individuelles

#### Joueurs
Les statistiques de la poule de maintien ne sont pas disponibles car elles prennent en compte des matches de la saison régulière.
Pour les significations des abréviations, voir statistiques du hockey sur glace.
| Nom                        | Saison Régulière | Saison Régulière | Saison Régulière | Saison Régulière | Saison Régulière | Saison Régulière | Coupe de France | Coupe de France | Coupe de France | Coupe de France | Coupe de France | Coupe de France |
| Nom                        | PJ               | B                | A                | Pts              | +/-              | Pun              | PJ              | B               | A               | Pts             | +/-             | Pun             |
| -------------------------- | ---------------- | ---------------- | ---------------- | ---------------- | ---------------- | ---------------- | --------------- | --------------- | --------------- | --------------- | --------------- | --------------- |
| Romain Bureau              | 2                | 0                | 0                | 0                | 0                | 0                | 0               | 0               | 0               | 0               | NC              | 0               |
| Julien Burgert             | 44               | 5                | 4                | 12               | -26              | 24               | 4               | 0               | 0               | 0               | NC              | 4               |
| Audric Carpentier          | 1                | 0                | 0                | 0                | 0                | 0                | 0               | 0               | 0               | 0               | NC              | 0               |
| Loïc Chabert               | 44               | 8                | 12               | 20               | -23              | 60               | 4               | 0               | 1               | 1               | NC              | 2               |
| Aurélien Chausserie-Laprée | 41               | 0                | 1                | 1                | -24              | 16               | 4               | 0               | 0               | 0               | NC              | 0               |
| Maxime Delplanque          | 43               | 0                | 1                | 1                | -8               | 2                | 4               | 1               | 0               | 1               | NC              | 0               |
| Dylan Denomme              | 41               | 12               | 20               | 32               | -11              | 42               | 4               | 2               | 4               | 6               | NC              | 2               |
| Radek Deyl                 | 37               | 4                | 11               | 15               | -5               | 89               | 4               | 1               | 1               | 2               | NC              | 29              |
| Michel Důras               | 39               | 9                | 23               | 32               | -17              | 44               | 3               | 0               | 1               | 1               | NC              | 2               |
| David Fritz-Dreyssé        | 41               | 0                | 0                | 0                | -10              | 0                | 3               | 0               | 0               | 0               | NC              | 0               |
| Dominik Fujerik            | 38               | 6                | 14               | 20               | -18              | 18               | 3               | 1               | 1               | 2               | NC              | 0               |
| Anthony Goncalves          | 39               | 2                | 3                | 5                | -18              | 80               | 3               | 0               | 0               | 0               | NC              | 2               |
| Ondřej Havlíček            | 40               | 17               | 19               | 36               | -23              | 46               | 4               | 1               | 0               | 1               | NC              | 2               |
| Maël Lecomte               | 13               | 0                | 0                | 0                | -2               | 0                | 0               | 0               | 0               | 0               | NC              | 0               |
| Théo Lobstein              | 3                | 0                | 0                | 0                | 0                | 0                | 0               | 0               | 0               | 0               | NC              | 0               |
| Miha Logar                 | 39               | 5                | 13               | 18               | -32              | 10               | 4               | 1               | 1               | 2               | NC              | 6               |
| Yssah Mensah               | 1                | 0                | 0                | 0                | 0                | 0                | 0               | 0               | 0               | 0               | NC              | 0               |
| Colin Morillon             | 44               | 3                | 7                | 10               | -14              | 24               | 4               | 1               | 0               | 1               | NC              | 2               |
| Théo Perrenoud             | 1                | 0                | 0                | 0                | 0                | 0                | 1               | 0               | 0               | 0               | NC              | 0               |
| Danny Potvin               | 44               | 15               | 9                | 24               | -19              | 50               | 4               | 1               | 1               | 2               | NC              | 0               |
| Scott Prier                | 44               | 6                | 19               | 25               | -35              | 32               | 4               | 1               | 2               | 3               | NC              | 4               |
| Samuel Rousseau            | 39               | 2                | 1                | 3                | -14              | 12               | 3               | 0               | 0               | 0               | NC              | 0               |
| Hugo Sarlin                | 41               | 2                | 2                | 4                | -12              | 12               | 4               | 0               | 0               | 0               | NC              | 0               |
| Aurélien Vinals            | 21               | 0                | 0                | 0                | -2               | 2                | 2               | 0               | 0               | 0               | NC              | 0               |
| Vojtěch Zadražil           | 36               | 0                | 9                | 9                | -29              | 56               | 3               | 0               | 0               | 0               | NC              | 2               |
| Mitch Zion                 | 38               | 4                | 20               | 24               | -9               | 20               | 4               | 1               | 6               | 7               | NC              | 2               |

#### Gardiens
Pour la Coupe de France, les statistiques des gardiens ne sont pas disponibles.
Pour la poule de maintien, elles ne sont pas prises en compte car elles reprennent une partie des matches de saison régulière.
Pour les significations des abréviations, voir statistiques du hockey sur glace.
| Nom              | Saison Régulière | Saison Régulière | Saison Régulière | Saison Régulière | Saison Régulière | Saison Régulière | Saison Régulière |
| Nom              | PJ               | Min              | V                | Bl               | BC               | Moy              | % Arr            |
| ---------------- | ---------------- | ---------------- | ---------------- | ---------------- | ---------------- | ---------------- | ---------------- |
| Tomáš Hiadlovský | 32               | 1865 min 37 s    | 8                | 1                | 116              | 3,73             | 89,5             |
| Dušan Sidor      | 10               | 568 min 55 s     | 2                | 0                | 47               | 4,96             | 86,2             |
| Adrien Vazzaz    | 8                | 233 min 31 s     | 0                | 0                | 24               | 6,17             | 82,0             |